# Parkhotel Praha
Parkhotel Praha je hotel v Praze 7-Holešovicích, který stojí na rohu ulic Dukelských hrdinů a Veletržní.

## Historie
Útvar hlavního architekta při plánovitém rozmísťování hotelů na území Prahy zohledňoval atraktivnost vltavských břehů. Pro Parkhotel však bylo vybráno místo v centru Holešovic, na kterém podle koncepce z doby před rokem 1938 měla původně stát symetrická budova k budově Pražských vzorkových veletrhů.
Parkhotel byl první ze série nových velkých pražských hotelů, které vznikaly v rozmezí 60. až 80. let 20. století. Byl postaven podle projektu z let 1964–1967, jehož autory jsou architekti Zdeněk Edel a Jiří Lavička ze Státního projektového ústavu obchodu za spolupráce s Jaroslavem Tomášem, interiéry navrhla Alena Šrámková. Dokončen byl v roce 1967 a slavnostně otevřen 7. července.
Po roce 1989
V roce 2006 hotel koupila společnost SGR International.

## Popis
Budova je složena z horizontálního bloku předsazeného směrem k níže položené ulici Dukelských Hrdinů a z desetipodlažního vertikálního hranolu vlastní ubytovací části; tento hranol je vůči podnoži mírně natočen. Vstupní plocha má zahradní úpravu a schodištěm je propojena s terasou hotelu v úrovni vstupního podlaží. Hlavní vstup do hotelu je umístěn mezi dvojicí šikmých betonových pilířů, které nesou výškovou ubytovací část. Dvě řady těchto zapuštěných pilířů propojují exteriér s interiérem a jsou charakteristickým rysem stavby. Konstrukce Parkhotelu je monolitická, železobetonová se sloupy.